# Barra do Gramame
Vista da Praia Barra de Gramame
Barra do Gramame é uma praia brasileira do município de João Pessoa, estado da Paraíba. É a praia mais ao sul do município, localizando-se na foz do rio Gramame, o qual, antes de se encontrar com o mar, forma uma pequena língua de terra com choupanas. Apresenta uma área arenosa criada pela deposição dos sedimentos trazidos pelo rio Gramame. A formação geológica é denominada barra, por isso sua designação.
Mesmo sendo uma praia de mar aberto, ela possui águas calmas com formações de recifes. A areia é clara e fofa. Dunas, manguezais e passeios de jangadas ou caiaques complementam a experiência da visita.
| Oceano Atlântico                           |                                          |                                                      |
| precedida por: Praia do Sol ( João Pessoa) | Praia de Barra do Gramame ( João Pessoa) | sucedida por: Praia da Barra de Gramame Sul ( Conde) |